# FC Tokyo 2007
Questa voce raccoglie le informazioni riguardanti il FC Tokyo nelle competizioni ufficiali della stagione 2007.

## Stagione
Nonostante una radicale modifica dell'organico, che portò alla promozione in prima squadra di giocatori come Sōta Hirayama, Yōhei Kajiyama e Yuta Baba, nonché all'acquisto di Paulo Wanchope, il F.C. Tokyo disputò un campionato al di sotto delle aspettative navigando costantemente nelle posizioni di classifica medio-basse. Migliori furono le prestazioni della squadra nelle coppe, dove in entrambe fu eliminata ai quarti di finale.

## Divise e sponsor
Il fornitore tecnico Adidas introduce un nuovo motivo, che comporta la maggiore presenza di rosso nelle divise. Lo sponsor Eneos viene confermato.
| Manica sinistra · Manica sinistra · Maglietta · Maglietta · Manica destra · Manica destra · Pantaloncini · Pantaloncini · Calzettoni · Calzettoni | Manica sinistra · Manica sinistra · Maglietta · Maglietta · Manica destra · Manica destra · Pantaloncini · Pantaloncini · Calzettoni · Calzettoni |  |

## Rosa
| N. |                       | Ruolo | Calciatore       |
| -- | --------------------- | ----- | ---------------- |
| 1  | Giappone (bandiera)   | P     | Yōichi Doi       |
| 2  | Giappone (bandiera)   | D     | Teruyuki Moniwa  |
| 3  | Brasile (bandiera)    | D     | Evaldo           |
| 4  | Giappone (bandiera)   | D     | Yosuke Yatsuda   |
| 6  | Giappone (bandiera)   | C     | Yasuyuki Konno   |
| 7  | Giappone (bandiera)   | C     | Satoru Asari     |
| 8  | Giappone (bandiera)   | D     | Ryūji Fujiyama   |
| 9  | Brasile (bandiera)    | A     | Lucas            |
| 10 | Costa Rica (bandiera) | A     | Paulo Wanchope   |
| 13 | Giappone (bandiera)   | A     | Sōta Hirayama    |
| 14 | Giappone (bandiera)   | C     | Yuta Baba        |
| 15 | Giappone (bandiera)   | C     | Norio Suzuki     |
| 16 | Giappone (bandiera)   | C     | Reiichi Ikegami  |
| 17 | Giappone (bandiera)   | D     | Jō Kanazawa      |
| 18 | Giappone (bandiera)   | C     | Naohiro Ishikawa |
| 19 | Giappone (bandiera)   | C     | Masahiko Inoha   |

| N. |                     | Ruolo | Calciatore         |
| -- | ------------------- | ----- | ------------------ |
| 20 | Giappone (bandiera) | A     | Nobuo Kawaguchi    |
| 22 | Giappone (bandiera) | P     | Hitoshi Shiota     |
| 23 | Giappone (bandiera) | C     | Yōhei Kajiyama     |
| 24 | Giappone (bandiera) | A     | Shingo Akamine     |
| 25 | Giappone (bandiera) | D     | Yūhei Tokunaga     |
| 26 | Giappone (bandiera) | D     | Taishi Koyama      |
| 27 | Giappone (bandiera) | C     | Ryōichi Kurisawa   |
| 28 | Giappone (bandiera) | C     | Kenji Suzuki       |
| 29 | Giappone (bandiera) | D     | Kazumori Yoshimoto |
| 30 | Giappone (bandiera) | C     | Kota Morimura      |
| 31 | Giappone (bandiera) | P     | Nobuyuki Abe       |
| 33 | Giappone (bandiera) | A     | Ryuki Kozawa       |
| 34 | Giappone (bandiera) | P     | Shūichi Gonda      |
| 35 | Brasile (bandiera)  | A     | Rychely            |
| 37 | Giappone (bandiera) | C     | Takashi Fukunishi  |

## Statistiche

### Statistiche di squadra
| Competizione           | Punti | Totale | Totale | Totale | Totale | Totale | Totale | DR  |
| Competizione           | Punti | G      | V      | N      | P      | Gf     | Gs     | DR  |
| ---------------------- | ----- | ------ | ------ | ------ | ------ | ------ | ------ | --- |
| J. League Division 1   | 45    | 34     | 14     | 3      | 17     | 49     | 58     | -9  |
| Coppa Yamazaki Nabisco | -     | 8      | 3      | 1      | 5      | 10     | 11     | -1  |
| Coppa dell'Imperatore  | -     | 2      | 1      | 0      | 1      | 2      | 3      | -1  |
| Totale                 | -     | 44     | 18     | 4      | 23     | 61     | 72     | -11 |

### Videografia
- FC Tokyo 2007 Season Review (FC東京 2007シーズンレビュー?) ASIN B0015RA7GY
- FC Tokyo Stars 1999-2008 (FC東京 スターズ 1999-2008?) ASIN B002AR5O7U